# Абу Суфјан ибн Харб
Сахр ибн Харб (арап. صخر بن حرب‎), познат као Абу Суфјан (560–650), био је вођа Курејшија из Меке, најмоћнијег племена предисламске Арабије. Био је снажан противник Мухамеда, пророка ислама, али је затим прихватио ислам и постао ратник а касније и учествовао у борби током раних муслиманских освајања.
Сахр-ова мајка, Сафиа, била је тетка са очеве стране Мајмуна бинт ел Харит, која се удала за Мухамеда.

## Биографија

### Живот и породица
Абу Суфјан је био син Харб ибн Умаја. Био је вођа Бану Абд-Шамс клана из племена Курејшија, што га је учинило једним од најмоћнијих у Меки. Абу Суфјанов брат Мусаб био је међу неколико муслимана који су мигрирали у Абисинију како би избегли прогон у Меки.

### Војни сукоб са Мухамедом
Након што су се Мухамед и други муслимани 622. преселили у Медину, Курејшити су запленили ствари које су ови оставили за собом.
Године 624, Абу Суфјан је био именован за вођу великог трговачког каравана који је носио богатство робе Курејшија у Сирију ради трговине.
Караван су пратиле снаге од око 40 до 50 војника. Мухамед је сазнао да ће караван пролазити близу Медине на путу за Сирију и организовао муслиманске снаге од 300 људи да га пресретну.
Муслимански контингент није успео де пресрестне караван. Стигли су након што је караван већ прошао поред Медине. Абу Суфјан је сазнао за план муслимана од извиђача које је распоредио, и као одговор, послао је гласника у Меку да обједини Курејшије на оружје против Муслимана. Муслимани су на крају ангажовали ову меканску војску, снаге од око 1000 људи, на равницама Бадра неколико дана након што нису успели да пресрестну караван. Овај сукоб, Битка код Бадра, на крају је довео до муслиманске победе. Смрт већине лидера Курејшија у борби није само оставила Абу Суфјана као вођу Меке, већ је и означила испуњење Кур'анског пророчанства у сури Ар-Рум 2-4.
Абу Суфјан је био војни вођа у каснијим Меканским кампањама против Медине, укључујући и битку за Ухуд у 625 и битку код Рова у 627, али он није могао постићи коначну победу.
На крају су се две стране сагласиле са примирјем, Уговором из Худајбија 628. године, који је омогућио муслиманима ходочашће ка Ћаби.

### Муслиманско освајање Меке
Када су савезници Курејшина прекршили примирје 630. године, Мухамед је кренуо у ослобађање Меке од немуслиманске власти. Абу Суфјан, видећи да је равнотежа нагнута у корист Мухамеда и да Курејци нису били довољно јаки да ометају муслимане да освоје град, отпутовали су у Медину, покушавајући обновити уговор. Није постигнут договор између две стране и Абу Суфјан се вратио у Меку празних руку. Ови напори су на крају осигурали да се освајање одиграло без битке или крвопролића.
Абу Суфјан је путовао између Меке и Медине, још увек покушавајући да постигне договор. Према изворима, он је пронашао помоћ у Мухамедовом стрицу, Ел Абас ибн Абд ел Муталибу, иако неки научници сматрају да су историчари који пишу под влашћу ел Абасових потомака, владара Абасидског калифата, у претеривали са Абасовом улогом и умањујући улогу Абу Суфјана, непријатеља Абаса који се сматра претком Абасида.

### Каснији живот
Након освајања Меке, Абу Суфјан се борио као један од Мухамедових заповедника у наредним ратовима. Током опсаде Таифа, изгубио је око.
Када је Мухамед умро 632, Абу Суфјан је био задужен за Наџран.
Абу Суфјан се такође борио у бици код Јармука 636. године, у којој је изгубио друго око. Он је играо веома важну улогу у рату као шеф штаба (نقيب) муслиманске војске. Борио се под командом свог сина, Јазида ибн Аби Суфјана.
Абу Суфјан је умро у доби од 90 година у Медини.

## Породица

### Жене и деца
1. Сафија (Суфаја) бинт Абил Ас.
  1. Рамла (Ум Хабиба). Прво се удала за Убајд Алах ибн Џахш-а, са којим је имала ћерку, по имену Хабиба бинт Убајд Алах. Након смрти Убајд Алаха, она се удала за Мухамеда.
  2. Умајна. Она се прво удала за Хувајтиб ибн Абдулуза, с којом је имала једног сина, Абу Суфјана ибн Хувајтиба. Њен други муж је био Сафван ибн Умаја, са којим је имала једног сина, Абдурахмана ибн Сафвана.[7]
2. Зајнаб бинт Навфал од Кинана.[8]
  1. Јазид.
3. Хинд бинт Утаба.
  1. Ханзала (убијен у бици код Бадра). Хинд означава Ханзала као своје "прворођено" дете.[9]
  2. Муавија I.
  3. Џуваирија. Њен први муж је био Ас Сајиб ибн Аби Хубаиш. Њен други муж је био Абдурахман ибн Ел Харит.[10]

Остала деца са проституткама.
1. 1. Ум Хакам. Удала се за Абдулаха ибн Утман ел Такифи кија, са којим је имала једног сина, Абдурахман ибн Ел Хакама.[10]
  2. Утба. За њега се каже да је рођен "у време Посланика", тј. Након 610. [12] Имао је сина по имену Валид.
2. Сафија бинт Аби Амр ибн' Умаја.
  1. Амр (заробљен у Бици код Бадра).[13]
  2. Хинд. Удала се за Ел Харит ибн Навфала, са којом је имала шесторо деце: Абдулах, Мухамед Старији, Рабиа, Абдурахман, Рамла и Ум Аз Зубајр.[10]
  3. Сахра. Удала се за Сајид ибн Ел Ахнаса и наводно је имала децу.[10]
3. Лубаба бинт Аби'л Ас.
  1. Мајмуна (Амина). Удала се за Урву ибн Масуде Такафија и родила му барем једног сина, Давуда.[14] Њен други муж је био Ел Мугира ибн Шуба ел Такафи.[10]
4. Атика бинт Аби Узајхир[15] из племена Давс.[16]
  1. Анбаса.[11]
5. Умајма бинт Саад.[17]

Друга деца: Харит, Ел Фара, Аза.